# Kondemenos
Kondemenos (gr. Κοντεμένος, tur. Kılıçaslan) – wieś na Cyprze, w dystrykcie Kirenia. Obecnie znajduje się w granicach Cypru Północnego.